# Intratec
A Intratec era uma empresa fabricante de armas de fogo com sede em Miami, Flórida. O produto mais famoso da empresa foi a TEC-9.

## Histórico
A Intratec começou como Interdynamic USA, uma ramificação da fabricante sueca de armas de fogo Interdynamic AB. Devido à falta de mercado de armas de fogo na Suécia, a Interdynamic AB montou uma subsidiária nos Estados Unidos para vender a "KG-99". Chamada de Interdynamic USA, essa empresa acabou se tornando Intratec quando George Kellgren deixou a empresa e Carlos Garcia a renomeou, e continuou a vender variantes da "KG-99", que foi também renomeada para TEC-9. A empresa encerrou as atividades em 2001.

## Produtos
A Intratec era conhecida por vários designs de armas curtas usando quadros de polímero cobertos por estampados de aço.

### Série CAT
Projetadas pelo famoso designer de armas israelense Nehemiah Sirkis, as pistolas CAT-9, CAT-380, CAT-40 e CAT-45 são pistolas semiautomáticos com quadro de polímero para os calibres 9mm Parabellum, .380 Auto, .40 S&W e .45 ACP, respectivamente. O design é um derivado da pistola Sardius "SD-9" originalmente toda em aço projetada por Sirkis.

### Série Protec

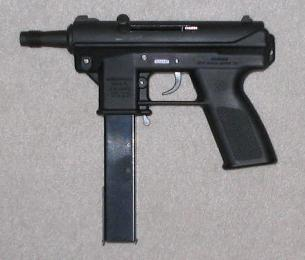
DC-9, uma variante da TEC-9.

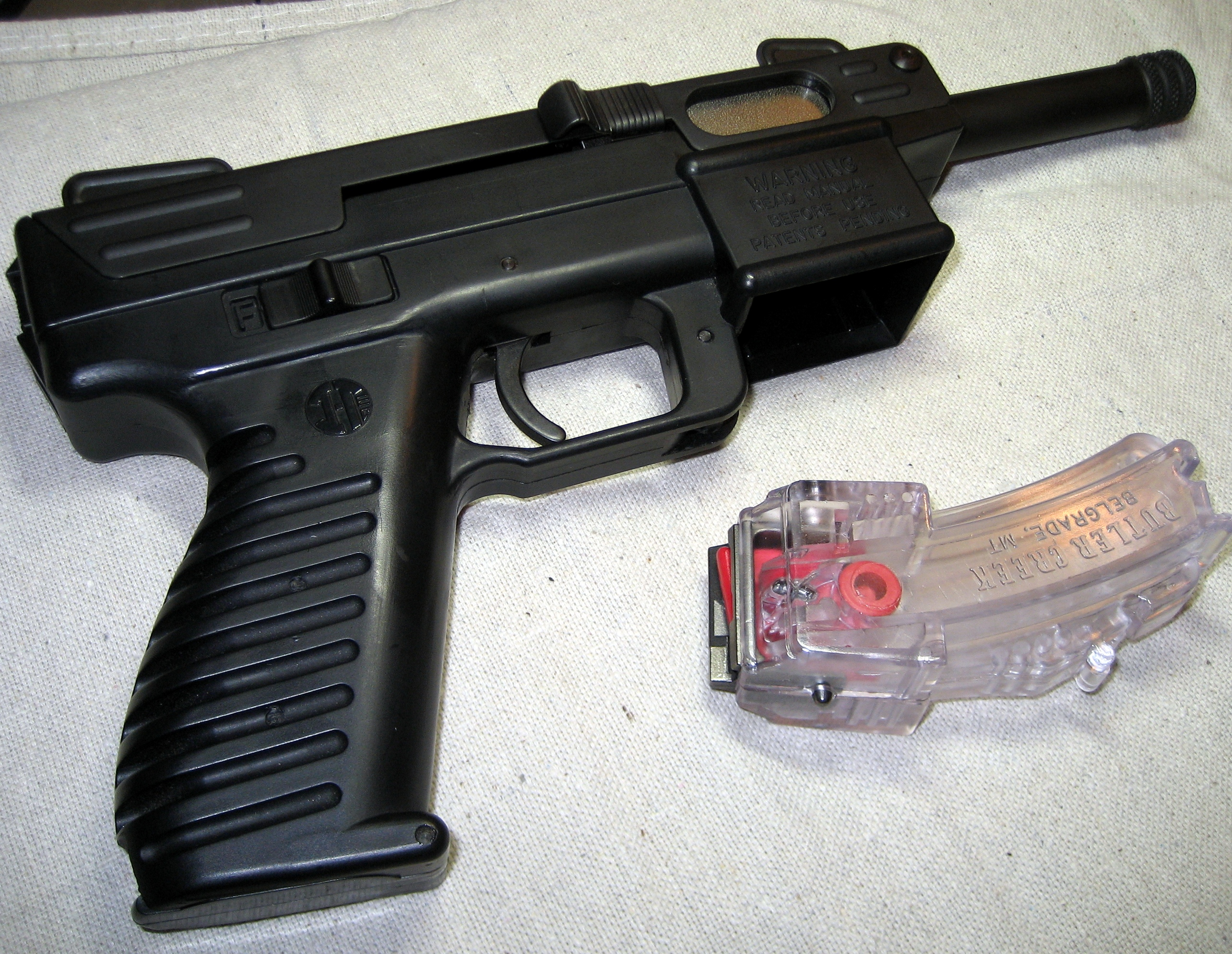
A TEC-22.

A "Protec-22" e a "Protec-25" são pequenas pistolas semiautomáticas nos calibres .22 Long Rifle e .25 ACP, respectivamente. A "Protec-25" é um clone da CZ 45.

### TEC-9
A TEC-9 é a terceira versão desta arma feita e comercializada por um dos principais parceiros que produziram este estilo de pistola 9mm, primeiro como o ferrolho aberto semiautomático KG-9 e depois como o ferrolho fechado semiautomático KG-99. O nome TEC-9 foi aplicado quando a parceria Kellgren e Garcia terminou e Carlos Garcia continuou sozinho com a Intratec de Miami, Flórida.

### TEC-22
A TEC-22 é uma pistola no calibre .22 Long Rifle. Ela usa carregadores da Ruger 10/22.

### TEC-38
A TEC-38 é uma derringer de dois tiros com estrutura de polímero e câmara de calibre .38 Special. A Tec-38 também foi feita em .22 WMR, .32 H&R Magnum e .357 Magnum.